# Gephyrocharax martae
Gephyrocharax martae är en fiskart som beskrevs av Dahl, 1943. Gephyrocharax martae ingår i släktet Gephyrocharax och familjen Characidae. Inga underarter finns listade i Catalogue of Life.